# Тіршенройт (район)
Тіршенройт (нім. Tirschenreuth) — район у Німеччині, у складі округу Верхній Пфальц федеральної землі Баварія. Адміністративний центр — місто Тіршенройт.

## Населення
Населення району становить 71 696 осіб (станом на 31 грудня 2020).

## Адміністративний поділ
Район складається з 7 міст (нім. Städte), 8 торговельних громад (нім. Märkte) та 12 громад (нім. Gemeinden):
| Міста 1. Бернау (3055) 2. Ербендорф (5032) 3. Кемнат (5500) 4. Міттертайх (6495) 5. Тіршенройт (8623) 6. Вальдерсгоф (4256) 7. Вальдзассен (6626) Об'єднання громад 1. Візау (торговельна громада Фалькенберг та торговельна громада Візау) 2. Кемнат (місто Кемнат та громада Кастль) 3. Крумменнааб (громади Крумменнааб та Ройт-бай-Ербендорф) 4. Міттертайх (місто Міттертайх, громади Леонберг та Пехбрунн) 5. Нойзорг (громади Бранд, Ебнат, Нойзорг та Пулленройт) | Торговельні громади 1. Візау (3974) 2. Коннерсройт (1708) 3. Мерінг (1750) 4. Нойальбенройт (1325) 5. Плесберг (3205) 6. Фалькенберг (940) 7. Фуксмюль (1530) Громади 1. Бранд (1138) 2. Ебнат (1260) 3. Імменройт (1876) 4. Кастль (1415) 5. Крумменнааб (1443) 6. Кульмайн (2259) 7. Леонберг (1028) 8. Нойзорг (1916) 9. Пехбрунн (1340) 10. Пулленройт (1652) 11. Ройт-бай-Ербендорф (1125) 12. Фріденфельс (1225) |

Дані про населення наведені станом на 31 грудня 2020.